# 自行車籃

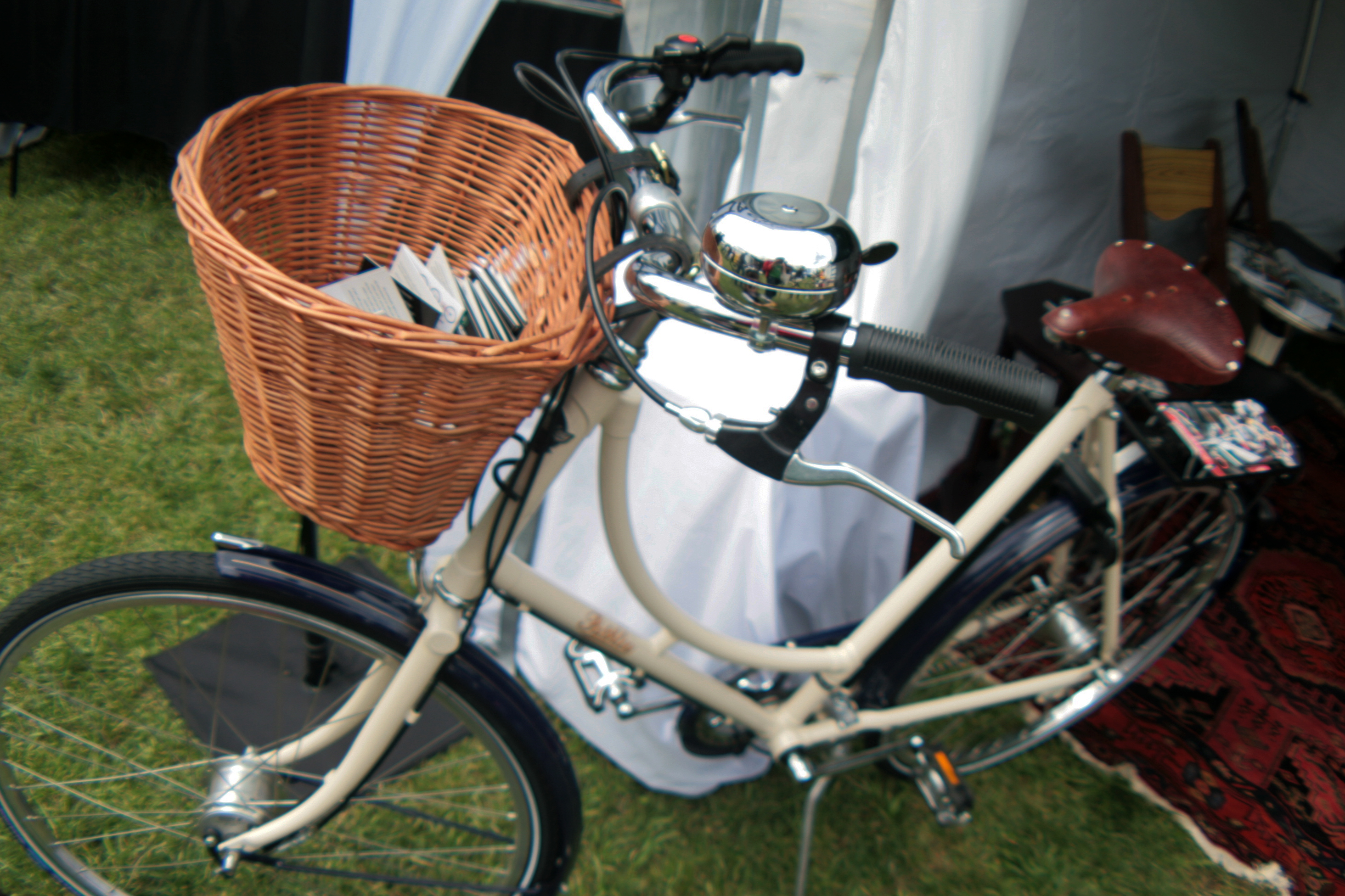
前置型自行車籃

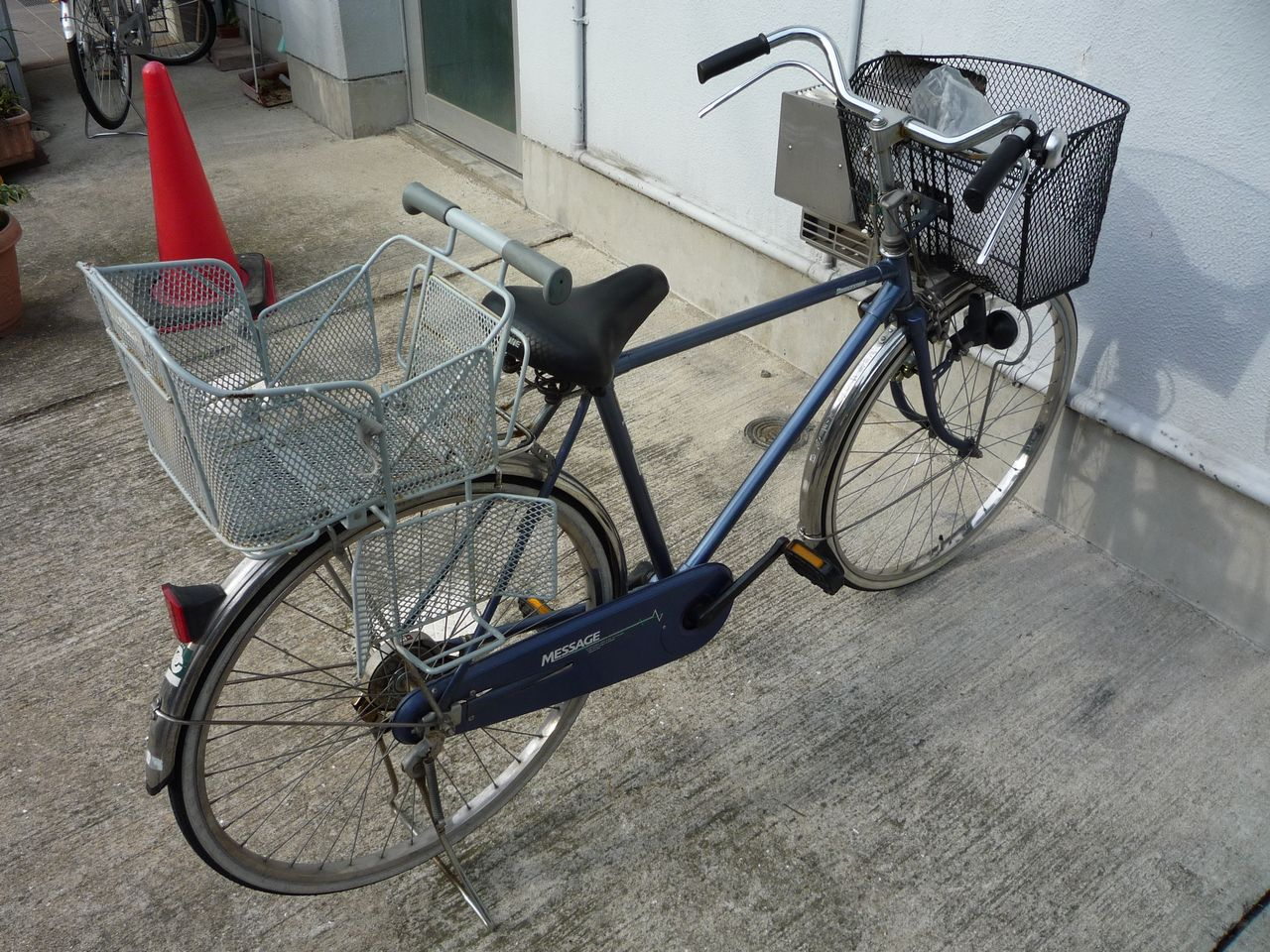
後置型使用金屬網的自行車籃

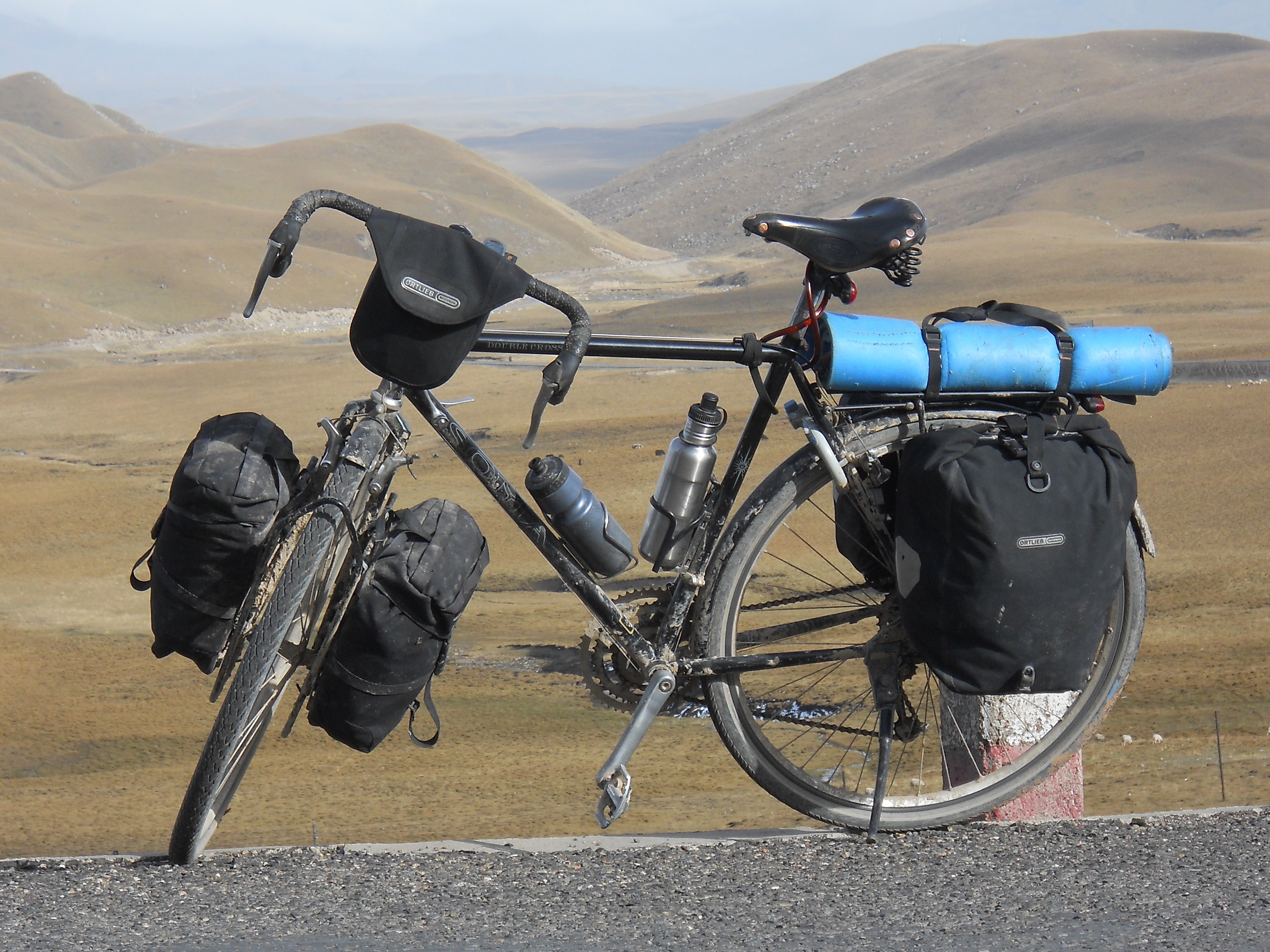
現代自行車使用的側袋

自行車籃，或稱腳踏車籃、單車置物籃等。是指在自行車車體附加的籃子。車籃通常用來裝載較輕的貨物，例如於日常購物時使用。
車籃可以附加在車把之前，即前置型；也可以安裝在後輪附近的行李架上，即後置型。前置式的車籃如果載重太重可能會影響到操控，若裝載的物品體積太大則會影響到視野。後置型的車籃通常比前置型的窄且深，不會影響到駕駛者的前方視野。
車籃的材料可以由柳條或藤條編織成籃子，也有使用金屬網狀的。附掛在車輪兩側的籃子或袋子稱為掛籃或側袋等。

## 另見
- 自行車零件列表（英语：List of bicycle parts）